# Вильхельми, Ганс
Ганс Вильхе́льми (нем. Hans Wilhelmi; 27 августа 1899, Майнц, Рейнланд-Пфальц, Германская империя — 5 июня 1970, Франкфурт-на-Майне, ФРГ) — западногерманский государственный деятель, министр федеральных имущественных отношений ФРГ (1960—1961).

## Биография
Окончил юридический факультет Гёттингенского и Боннского университета. В 1923 г. ему была присвоена докторская степень в области права.
Во время Первой мировой войны он был серьезно ранен, был награждён Железным Крестом I-го класса. С 1924 г. занимался адвокатской практикой, а с 1932 г. — нотариусом во Франкфурте-на-Майне. В 1933 г. вместе с коллегой Карлом Расором открыли юридическую фирму.
Был одним из основателей Ассоциации немецких национальных юристов в качестве альтернативы Национал-социалистическому союзу юристов. Являлся противником национал-социализма, за что в 1937 г. подвергся нападкам как «бессмысленный адвокат» и «продавшийся евреям».
В 1939 г. призван в вермахт и стал командиром полка. Был награждён Железным Крестом I и II классов[когда?]. В 1945 г. он был освобожден (как и когда туда попал?) из плена и возобновил работу в юридической фирме, которая стала крупнейшей во Франкфурте-на-Майне.
В 1945 г. вступил в ХДС.
С 1945 по 1957 г. избирался членом городского совета Франкфурта-на-Майне, являлся председателем парламентской группы ХДС.
В 1957—1969 гг. — член бундестага ФРГ, с 1964 по 1969 г. — председатель Юридического комитета.
В 1960—1961 гг. — министр федеральных имущественных отношений ФРГ.
В 1934 г. был одним из соучредителей Исповеднической церкви и её синода. С 1946 года до конца жизни был президентом Синода Евангелической церкви в Гессене и Нассау.
В 1952 г. был награждён Почетным знаком города Франкфурта-на-Майне.